# متحف الفنون الجميلة في خنت
متحف الفنون الجميلة في خنت هو متحف للفن الفلمنكي يقع في مدينة خنت، في بلجيكا. في الجانب الشرقي لحديقة Citadelpark (بالقرب من المتحف البلدي للفن المعاصر Stedelijk Museum voor Actuele Kunst)
تضم محتويات المتحف حوالي 9000 عمل فني يعود تاريخها إلى الفترة الممتدة من العصور الوسطى إلى القرن العشرين. يمكن العثور على أكثر من 600 عمل معروض بشكل دائم ، مع تركيز المقتنيات بشكل كبير على الفن الفلمنكي (جنوب هولندا). كما يضم العديد من اللوحات الأوروبية - خاصة الفرنسية - بالإضافة إلى كمية كبيرة من المنحوتات.
بجانب محتوياته الدائمة ، ينظم المتحف معارض مؤقتة لفترات معينه. بين مارس 2011م ويناير 2021م ، أجرى المتحف 41 معرضًا.
تم تصميم المبنى من قبل المهندس المعماري للمدينة تشارلز فان ريسلبرغ حوالي عام 1900م.
في عام 2007م أعيد افتتاح المتحف بعد أربع سنوات من الترميم.
المتحف جزء من مجموعة الفن الفلمنكي. وهي شراكة هيكلية تضم المتاحف الثلاثة الرئيسية للفنون الجميلة في فلاندرز: المتحف الملكي للفنون الجميلة ، ومتحف جرونينج في بروج Groeninge Museum in Bruges، ومتحف غينت للفنون الجميلة. تم تطوير جميع مقتنيات المتاحف بطريقة متماثلة وتكمل بعضها البعض بشكل مثالي. تقدم هذه المتاحف معًا نظرة عامة تمثيلية فريدة من نوعها للفن الفلمنكي من القرن الخامس عشر إلى القرن العشرين. وتتقاسم نفس المسؤولية في التراث الثقافي البلجيكي بشكل مشترك، تتبادل المتاحف الثلاثة الخبرات ، وتسعى لإدارة أكثر استدامة وعالية الجودة و زيادة الوعي الدولي لمجموعاتهم ، بما في ذلك الأعمال التي تشكل جزءًا من التراث العالمي.

## لوحات ضمن مقتنيات المتحف

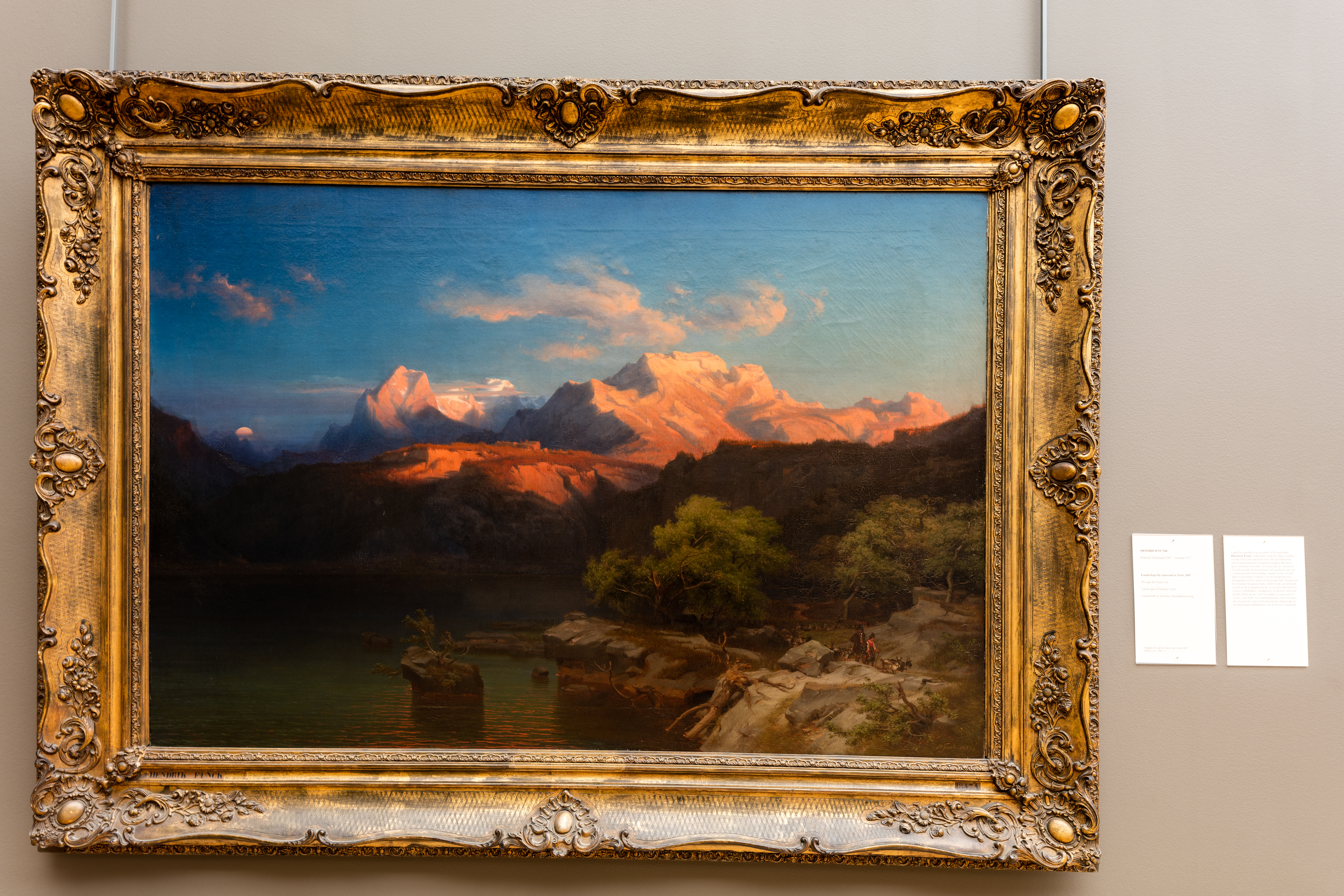
منظر طبيعي عند الغسق في تيرول رسمها هاينريش فونك

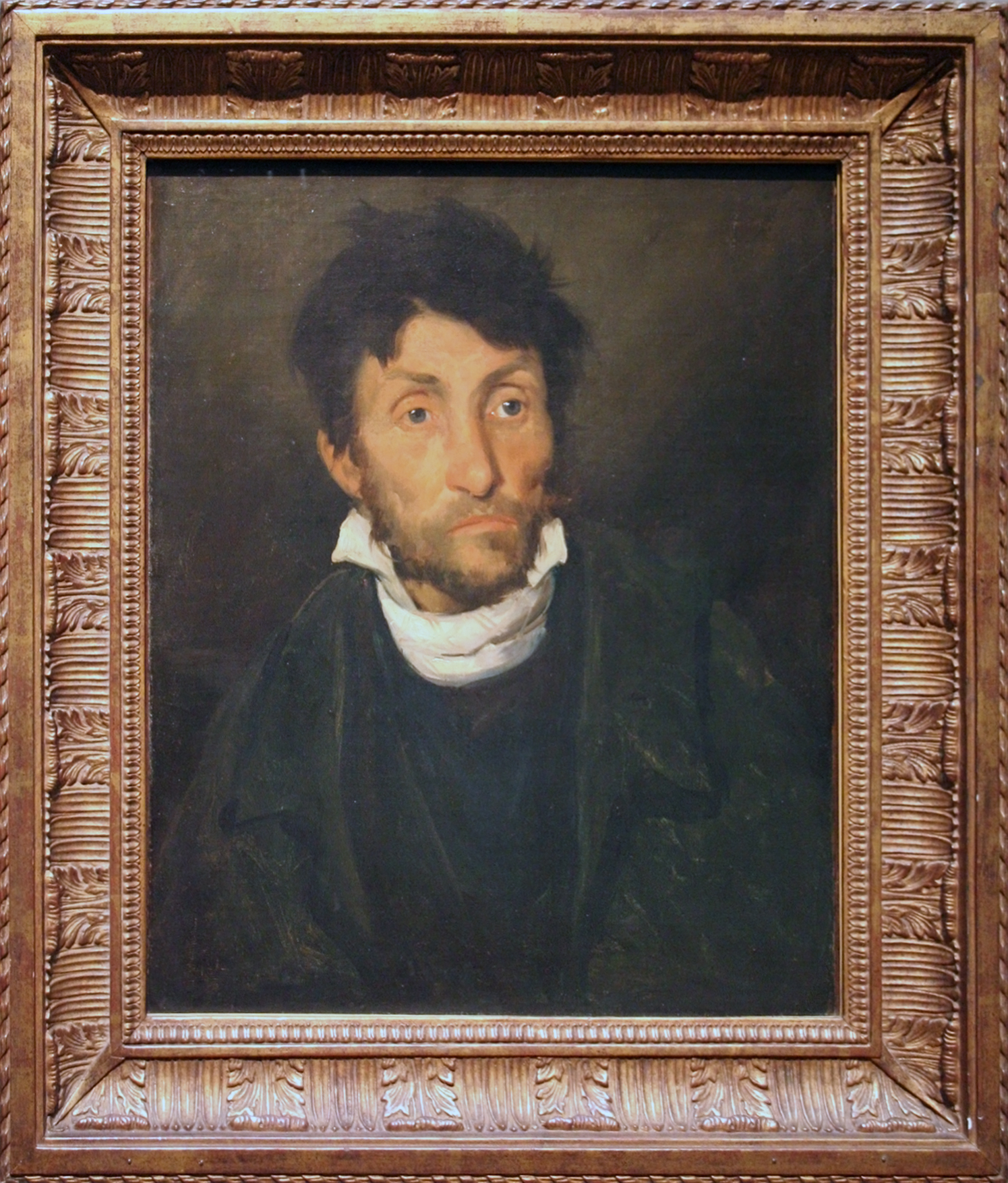
صورة لشخص مصاب بهوس السرقة رسمها تيودور جيريكولت

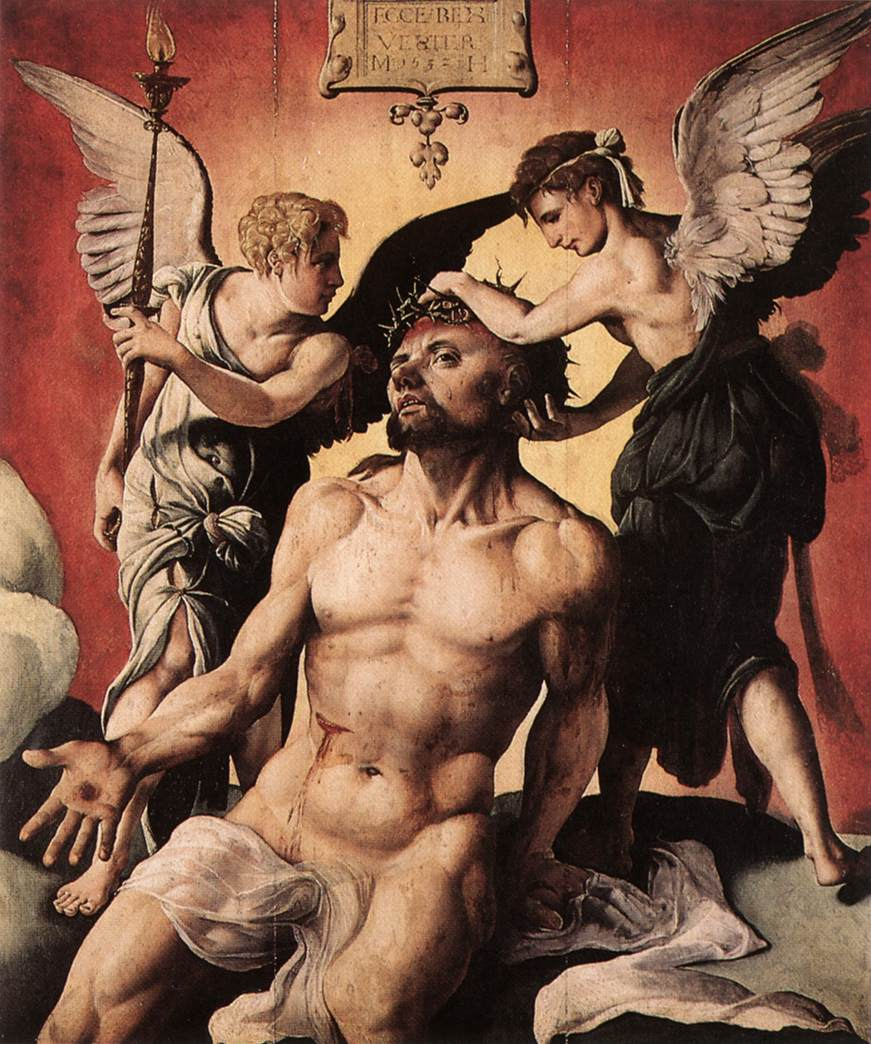
رجل الأحزان رسمها مارتن فان هيمسكيرك

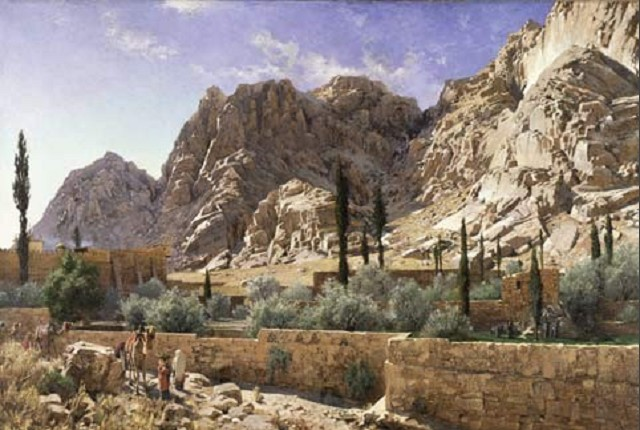
دير سانت كاترين في سيناء - أدولف فون ميكل

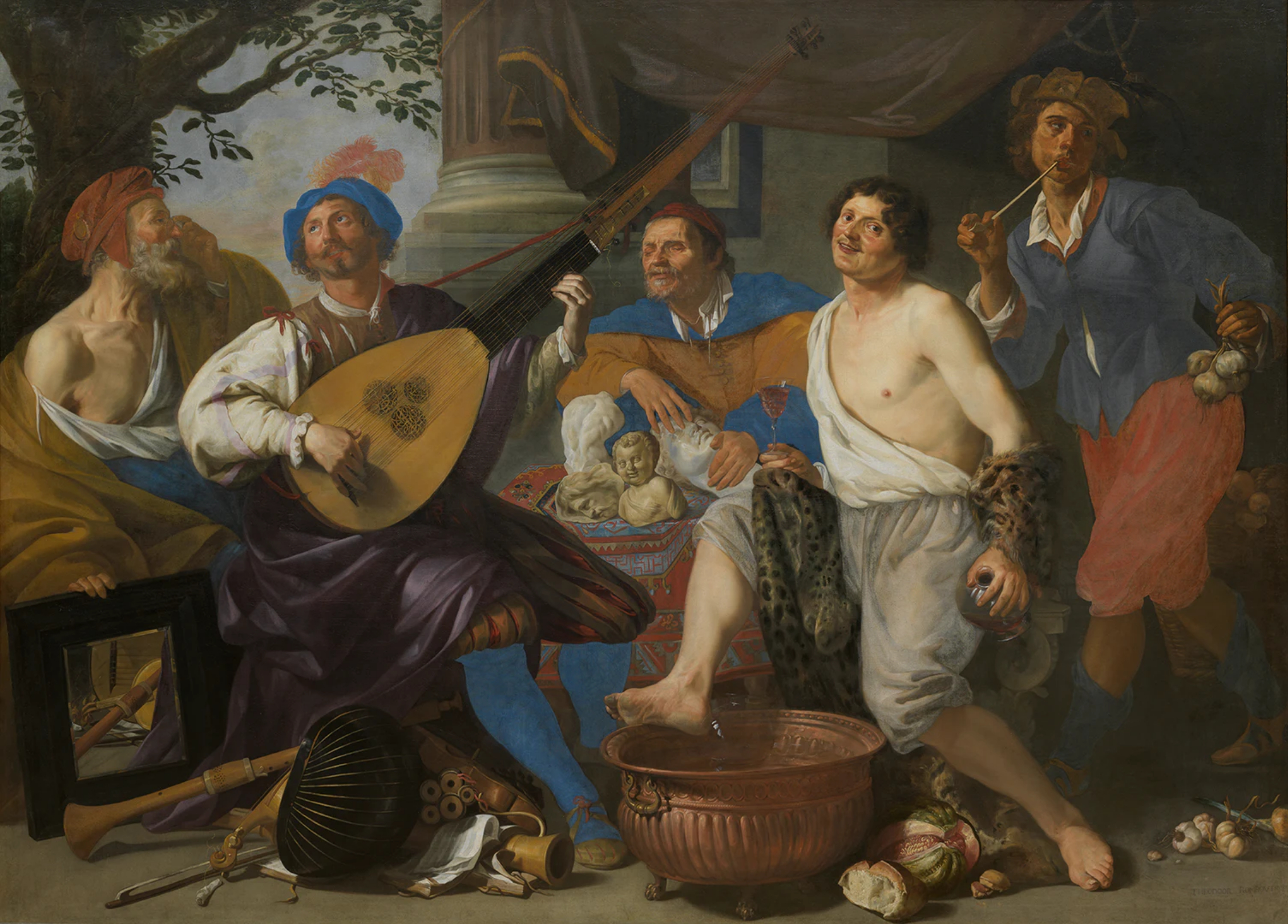
قصة الحواس الخمس لثيودور رومبوتس

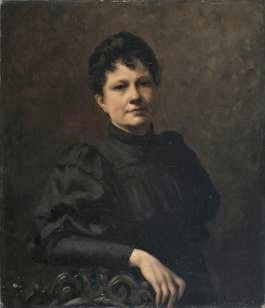
صورة ذاتية - إيما دي فيني

المصدر: MSK
- Josse Sébastien van den Abeele - لوحة ذاتية (القرن 19)
- Abraham van Beijeren - حياة هادئة مع السمك (1666م)
- Frits Van den Berghe - التمثال المغني (1928م)
- Pieter de Bloot - منظر مع بيت ريفي  (حوالي عام 1645م)
- Jan Boeckhorst - أبولو و بايثون (القرن 17)
- Hieronymus Bosch - سانت جيروم في الصلاة (حوالي عام 1485م)
- Hieronymus Bosch - المسيح يحمل الصليب (حوالي عام 1510م)
- Ferdinand De Braekeleer the Elder - الخفاش (1860م)
- Jan de Bray - لوحة لإمرأة شابة (حوالي عام 1665م)
- Pieter Brueghel the Younger - رقصة عرس في الهواء الطلق (القرن 17)
- Emile Claus - المتزلجون (1891م)
- Gaspar de Crayer - محاكمة سولومون (حوالي عام 1620م)
- Paul Delvaux - السلم (م1946)
- Gustave Den Duyts - صورة بانورامية لمدينة خنت (حوالي عام 1881)
- Anthony van Dyck - جوبيتر و أنتوب (حوالي عام 1620)
- Henri Evenepoel - الإسباني في باريس (1899م)
- James Ensor - أطفال في الحمام صباحا  (1886م)
- Léon Frédéric - وليمة العزاء (1886م)
- Heinrich Funk - منظر عند الغسق في تيرول  (1847م)
- Théodore Géricault - صورة لمهووس بالسرقة (حوالي عام 1820)
- Jan Pauwel Gillemans the Elder - حياة هادئة مع الخضار و الفواكه
- James Guthrie - رفاق المدرسة (1884م)
- Cornelis de Heem - حياة هادئة مع الزهور و الفواكه (1670م)
- Maarten van Heemskerck - رجل الأحزان (1532م)
- Maarten van Heemskerck - جمجمة (1543م)
- Jacob Jordaens - محاكمة ميداس (القرن 17)
- Fernand Khnopff - بخور (1898م)
- Urbanus Leyniers - تمجيد أبولو (1717م)
- Léon Augustin Lhermitte - الجدة (1880م)
- Nicolaes Maes - لوحة لإمرأة (1663م)
- Alessandro Magnasco رهبان يصلون (القرن 18)
- René Magritte - شرفة مانيه  (1950م)
- Harrington Mann - كاثلين (1906م)
- Adolf Meckel von Hemsbach - دير سانت كاترين في سيناء (القرن 19)
- Joseph Paelinck - أنثيا الجميلة تقود رفاقها إلى معبد ديانا في إفسوس (1820م)
- Constant Permeke - ميناء اوستند (حوالي عام 1913)
- Nicolas de Plattemontagne - لوحة لرجل شاب  (القرن 17)
- Ramah - الرسام (1922م)
- Hubert van Ravesteyn - حياة هادئة مع غليون و مكسرات (1670م)
- Petrus Johannes van Reysschoot - اللقاء (1743م)
- Théo van Rysselberghe - محاضرة لإيميلي فارهارين عام 1903م (1903م)
- Theodoor Rombouts - قصة الحواس الخمس  (1632م)
- Hugo Salmson - زيارة مزرعة (القرن 19)
- Gustave De Smet - بيت الرب (1926م)
- Leon De Smet - زوجين متحابين (1911م)
- Léon Spilliaert - الثاني من نوفمبر (1908م)
- Alfred Stevens - مريم المجدلية (1887م)
- Tintoretto - لوحة لجيوفاني باولو كورنارو (1561م)
- Prosper de Troyer - مع الطيور (1928م)
- Edgard Tytgat - دعوة إلى الجنة (1922م)
- Edgard Tytgat - الدمية الأخيرة (1923م)
- Edgard Tytgat - أربع فتيات في قارب (1950م)
- Lodewijk de Vadder - غابة سونييه  (القرن 17)
- Cornelis de Vos - صورة عائلة (1630م)
- Anna De Weert - معرضي في يونيو,عام 1909-1910 (1909–10م)
- Pierre Joseph Verhaghen - ظهور المسيح في المعبد (1767م)
- Frans Verhas - الأسد (1874م)
- Liévin De Winne - صورة لتمثال باول دي فينيه  (19 القرن)
- Gustave Van de Woestyne - حياة هادئة (حوالي عام 1922م)
- Anders Leonard Zorn - مع أم (1895م)
- Anna Boch - منحدرات عل ساحل ساناري (1936م)
- Fanny Paelinck-Horgnies - القديس سيسيليا (1829)
- Paula Modersohn-Becker - فتاة في غابة بيرتش (1903م)
- Jenny Montigny - عامل الحديقة (20 القرن)

## روابط خارجية
- الموقع الرسمي باللغة الهولندية
- مجموعة الفن الفلمنكي